# Grove Street Games
Grove Street Games, nota come War Drum Studios fino al 2020, è un'azienda statunitense dedita allo sviluppo di videogiochi con sede nella città di Gainesville (Florida), fondata nel 2007 da Thomas Williamson; è specializzata nel porting di videogiochi su dispositivi mobile.

## Storia
L'azienda è stata fondata nel 2007 a Gainesville (Florida) da Thomas Williamson, ex-direttore tecnico presso Artificial Studios.
Tra i primi lavori dello studio figurano la versione per PlayStation 2 di Ghostbusters: Il videogioco (sviluppata con Red Fly Studio), e History - Great Battles Medieval (poi pubblicato da Slitherine Software). Tra il 2011 e il 2016 viene ingaggiato da Rockstar Games per sviluppare le versioni per iOS e Android di Grand Theft Auto III, Max Payne, Grand Theft Auto: Vice City, Grand Theft Auto: San Andreas, Grand Theft Auto: Chinatown Wars e Canis Canem Edit (quest'ultimo pubblicato come Bully: Anniversary Edition). In seguito, viene ingaggiata da Studio Wildcard per lo sviluppo delle versioni mobile di Ark: Survival Evolved.
Nel 2019, Morgan Hughes viene nominata direttrice operativa, Hughes si è unita alla compagnia nel 2008 come stagista, per poi iniziare a lavorare come direttrice artistica a partire dal 2010. Nell'agosto 2020 viene annunciato il cambio del nome in Grove Street Games, la scelta è stata ispirata dal nome del quartiere di Gainesville in cui ha sede lo studio.
Il 22 ottobre 2021 viene annunciato che Grove Street Games è dietro lo sviluppo di Grand Theft Auto: The Trilogy - The Definitive Edition, che è stato pubblicato in seguito da Rockstar Games l'11 novembre dello stesso anno.

## Videogiochi

### War Drum Studios
| Videogioco                       | Anno | Piattaforme             |
| -------------------------------- | ---- | ----------------------- |
| Ghostbusters: Il videogioco      | 2009 | PlayStation 3           |
| History - Great Battles Medieval | 2010 | PlayStation 3, Xbox 360 |
| Grand Theft Auto III             | 2011 | iOS, Android            |
| Max Payne Mobile                 | 2012 | iOS, Android            |
| Auralux                          | 2012 | iOS, Android            |
| Grand Theft Auto: Vice City      | 2012 | iOS, Android            |
| The Conduit HD                   | 2013 | iOS, Android            |
| Grand Theft Auto: San Andreas    | 2013 | PlayStation 3, Xbox 360 |
| Grand Theft Auto: Chinatown Wars | 2014 | iOS, Android            |
| Turtle Tumble                    | 2015 | iOS, Android            |
| Auralux: Constellations          | 2016 | iOS, Android            |
| Bully: Anniversary Edition       | 2016 | iOS, Android            |
| Ark: Survival Evolved            | 2018 | iOS, Android            |

### Grove Street Games
| Videogioco                                         | Anno | Piattaforme                                     |
| -------------------------------------------------- | ---- | ----------------------------------------------- |
| Grand Theft Auto: The Trilogy - Definitive Edition | 2021 | PlayStation 5, Xbox Series X/S, Switch, Windows |